# Reichskunstwart
Der Reichskunstwart war ein dem Reichsministerium des Innern der Weimarer Republik unterstellter Beamter, der mit allen behördlichen Maßnahmen betraut war, die künstlerische Fragen berührten. Er vermittelte auch zwischen Reichsbehörden und Künstlern. Dienstadresse war Berlin NW 40, Platz der Republik 6.
Am 29. Dezember 1919 wurde Edwin Redslob zum Reichskunstwart ernannt. Sein Amtsantritt erfolgte jedoch erst am 1. Juli 1920. Um den 27. Februar 1933 verfügte Reichsinnenminister Wilhelm Frick die unmittelbare Entlassung Redslobs. Die Kompetenzen dieses Amtes wurden auf das Reichsministerium für Volksaufklärung und Propaganda übertragen; damit blieb Redslob der einzige Reichskunstwart.